# Eupithecia subtacincta
Eupithecia subtacincta là một loài bướm đêm trong họ Geometridae.